# Ibero-Amerikanisches Institut

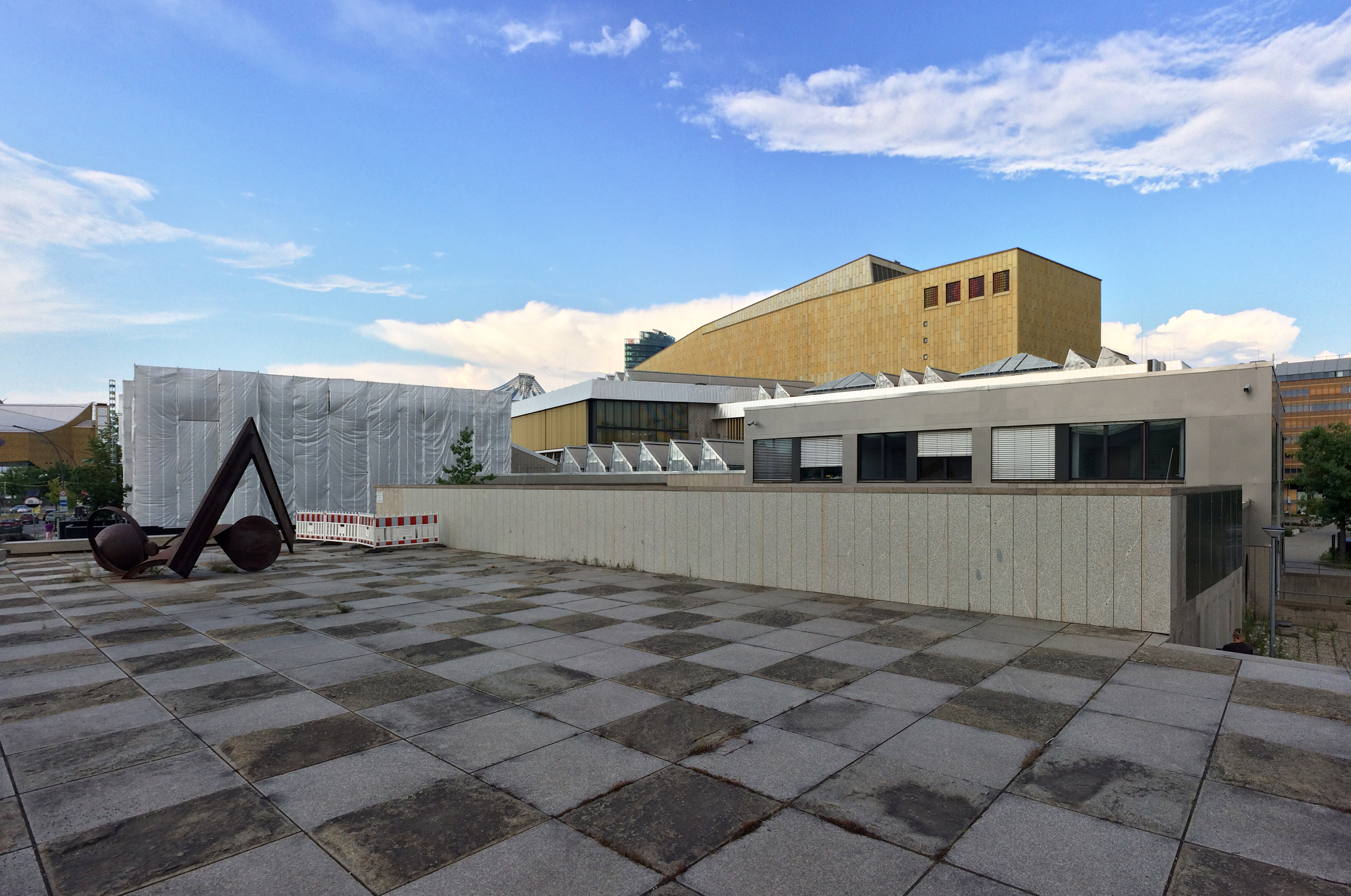
Das Ibero-Amerikanische Institut, von Süden gesehen

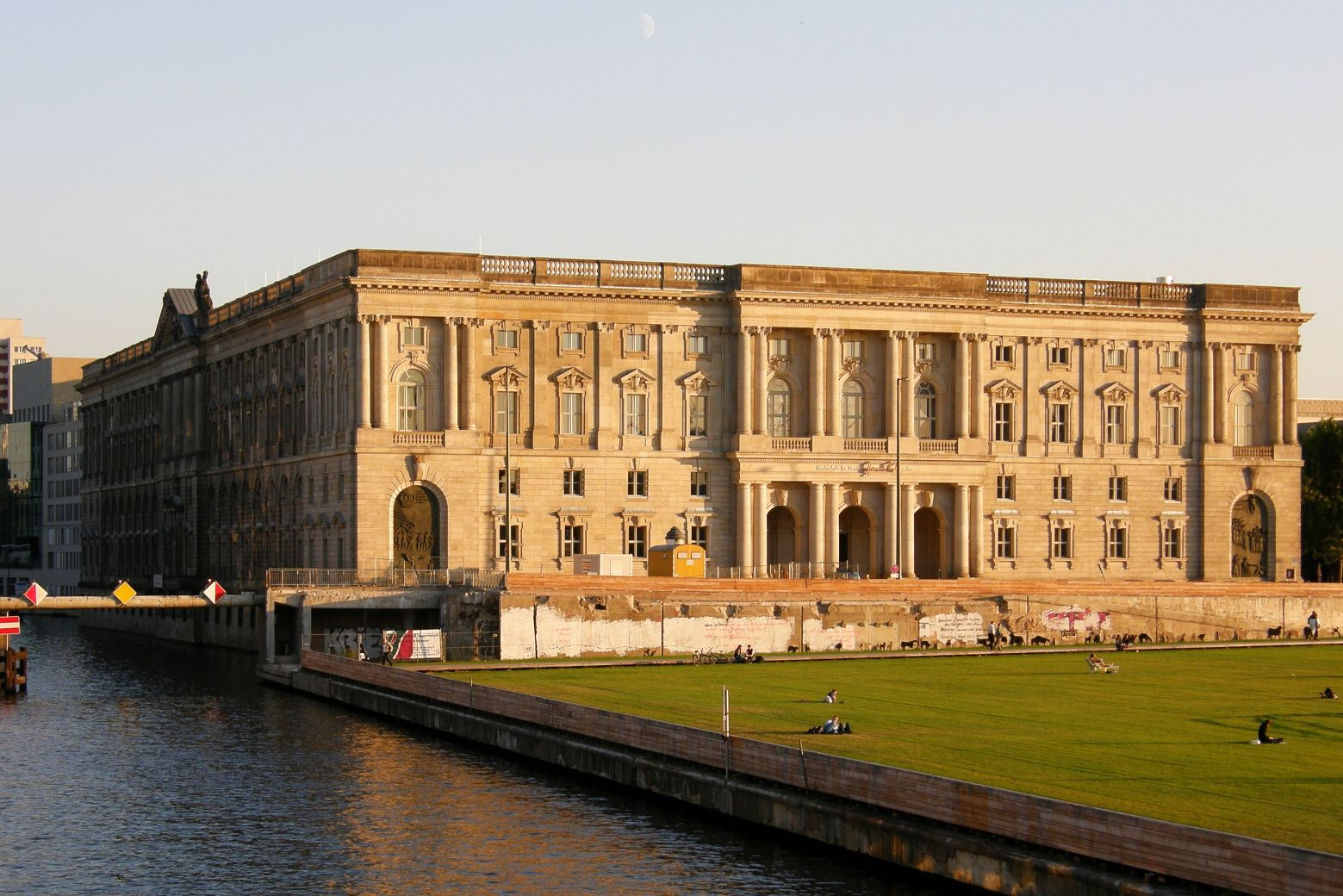
Der neue Marstall, in dem das IAI bis zum Zweiten Weltkrieg untergebracht war

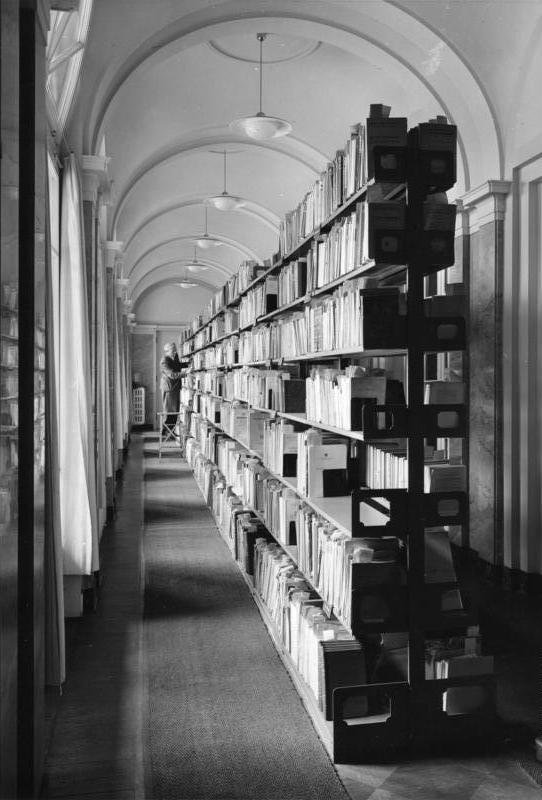
Ibero-Amerikanische Bibliothek (1958)

Das Ibero-Amerikanische Institut Preußischer Kulturbesitz (IAI) in Berlin ist ein interdisziplinär orientiertes Zentrum des wissenschaftlichen und kulturellen Austauschs mit Lateinamerika, der Karibik, Spanien und Portugal. Es verknüpft ein Informationszentrum mit einer Spezialbibliothek zu diesen Regionen und umfassenden Sondersammlungen, ein Forschungszentrum und ein Kulturzentrum. Das IAI liegt am Kulturforum Berlin nahe dem Potsdamer Platz und ist eine Einrichtung der Stiftung Preußischer Kulturbesitz.

## Entstehung
Der Grundstock des Bibliotheksbestandes des IAI geht auf drei Büchersammlungen zurück. 1927 erwarb das preußische Ministerium für Wissenschaft, Kunst und Volksbildung die etwa 82.000 Bände umfassende Privatbibliothek des argentinischen Gelehrten Ernesto Quesada. Zudem erhielt das IAI die sogenannte Mexiko-Bücherei des Geographen Hermann Hagen, der mit Unterstützung des mexikanischen Präsidenten Plutarco Elías Calles 25.000 Bände zusammengetragen hatte. Hagen hatte dafür von 1926 bis 1927 im Auftrag des preußischen Ministeriums für Wissenschaft, Kunst und Volksbildung eine Reise nach Mexiko unternommen, um geographische Studien durchzuführen und eine entsprechende Büchersammlung aufzubauen. Seine Aktivitäten müssen dabei im größeren Zusammenhang der sich bereits in den Jahrzehnten zuvor entwickelnden deutsch-mexikanischen Beziehungen gesehen werden. Mit der zunächst in Hagens Privatbesitz gekommenen Mexiko-Bücherei kam es zu einem symbolträchtigen Höhepunkt der kulturellen Zusammenarbeit zwischen beiden Staaten. Nachdem das 1925 in Hamburg gegründete Institut für Lateinamerikakunde bereits 1930 wieder aufgelöst worden war, ging auch dessen etwa 10.000 Bände umfassender Bestand an das IAI. Somit war das IAI bereits bei seiner Gründung im Besitz von ca. 120.000 Bänden und stellte eine Spezialbibliothek mit vielen seltenen und wertvollen Bänden dar.

## Geschichte
Wesentlicher Bestandteil des Institutes war von Anbeginn seine Forschungsabteilung. In der Anfangszeit im Marstall untergebracht, zog das Institut im Verlauf des Zweiten Weltkrieges nach Berlin-Lankwitz um. Unter der Leitung von Wilhelm Faupel war das Institut in die Außenpolitik des Dritten Reiches eingebunden, unter anderem in die diplomatischen Beziehungen zu Argentinien und Spanien. Sämtliche während des Krieges ausgelagerten Bestände gingen verloren. Der Gesamtverlust liegt bei schätzungsweise 40.000 Bänden.
Nach Kriegsende gab es vonseiten der alliierten Besatzungsmächte zunächst Stimmen, das Institut solle wegen seiner nationalsozialistischen Aktivitäten aufgelöst werden. Am 1. April 1946 übernahm jedoch das Land Berlin die Finanzierung des IAI und sicherte damit sein Fortbestehen. Erster Direktor in der Nachkriegszeit (1946–1957) wurde Hermann Hagen. Im selben Jahr wurde das Institut in „Lateinamerikanische Bibliothek“ umbenannt, ab 1954 hieß es „Iberoamerikanische Bibliothek“. Im Jahr 1957 wurde die Bibliothek in die Stiftung Preußischer Kulturbesitz aufgenommen. Ab 1962 hieß die Einrichtung wieder „Ibero-Amerikanisches Institut“.
In der Folgezeit bestand eine der Hauptaufgaben in der Schließung der während des Krieges entstandenen Bestandslücken, die darauf zurückzuführen waren, dass in dieser Zeit kaum Erwerbungen aus mittel- und südamerikanischen Ländern möglich waren. Hierbei erhielt das IAI große Unterstützung durch ausländische Institute, Bibliotheken und andere Einrichtungen. Platzmangel zwang das IAI zum Umzug in ein neues Gebäude in der Potsdamer Straße 37 in Berlin-Tiergarten. Der Umzug ans Kulturforum erfolgte 1976/1977. 1977 gab die Firma Hall eine 30 Bände umfassende Veröffentlichung des Schlagwortkatalogs des IAI heraus.
Durch das 2014 eröffnete Speichermagazin Friedrichshagen, das gemeinsam für das IAI, die Staatsbibliothek zu Berlin und die Bildagentur für Kunst, Kultur und Geschichte errichtet wurde, ist der Bedarf an Stellflächen voraussichtlich bis zum Jahr 2035 gedeckt, wobei ein weiterer Ausbau der Platzreserve möglich ist. Nach ersten 300.000 Bänden wird jährlich rund ein Regalkilometer an älteren und weniger genutzten Beständen in das Außenmagazin umziehen.
Das IAI ist Mitglied der Forschungsvereinigung CEISAL, des Dokumentationsnetzwerks REDIAL, der Arbeitsgemeinschaft Deutsche Lateinamerikaforschung (ADLAF) sowie des Consejo Latinoamericano de Ciencias Sociales Clacso.

## Gliederung und Bestände
Heute besteht das IAI aus den Bereichen Bibliothek, Forschung und Veranstaltungen.
Bibliothek
Die Bibliothek des IAI ist eine auf Lateinamerika, die Karibik sowie Spanien und Portugal spezialisierte Forschungsbibliothek. Die Bibliothek und die Sondersammlungen erwerben und erschließen Informationen und Medien aus und über diese Regionen in allen Erscheinungsformen mit den Schwerpunkten Geistes-, Kultur- und Sozialwissenschaften. Das IAI betreut seit 2016 den von der Deutschen Forschungsgemeinschaft (DFG) geförderten Fachinformationsdienst (FID) Lateinamerika, Karibik und Latino Studies.
In der Bibliothek des IAI findet sich z. B. eine umfangreiche Sammlung der brasilianischen Literatura de Cordel.
Das IAI besitzt folgende Sondersammlungen:
- Phonothek: In der Phonothek werden auditive, visuelle und audiovisuelle Medien aus Spanien, Portugal, Lateinamerika und der Karibik gesammelt. Der Bestand umfasst derzeit etwa 21.000 Langspielplatten, 2.000 Singles, 1.500 Schellackplatten, 12.500 CDs, 1.750 Musikkassetten und 700 Tonbänder.
- Kartensammlung: Seit 1957 werden Karten über Lateinamerika, die Karibik und die Iberische Halbinsel sowie über ehemalige spanische und portugiesische Kolonien gesammelt. Zum gegenwärtigen Zeitpunkt umfasst der Bestand schätzungsweise 73.500 gedruckte und teils handgezeichnete Karten sowie 1.348 Atlanten. Der Schwerpunkt liegt bei Kartenwerken und historischen Karten.
- Fotothek: Die Fotothek entstand 1973. Hier findet man Photographien und Dias über Lateinamerika, Spanien und Portugal. Der Bestand umfasst ca. 60.500 Photographien und 43.000 Dias sowie über 8.000 fotografische Glasplattern und weitere Bildträger.
- Zeitungsausschnittsarchiv: Seit der Gründung des Instituts im Jahr 1930 werden Artikel über Spanien, Portugal, Lateinamerika und die Karibik gesammelt. Die Sammlung umfasst schätzungsweise 350.000 Ausschnitte. Im Jahr 1990 wurden die Zeitungsausschnittsammlungen des Instituts für Internationale Politik und Wirtschaft der DDR und des Deutschen Instituts für Zeitgeschichte (DIZ) der DDR integriert. Dieser Zugang umfasst ungefähr 76.000 Zeitungsausschnitte der internationalen Presse. Seit 1999 werden keine neuen Ausschnitte mehr aufgenommen.

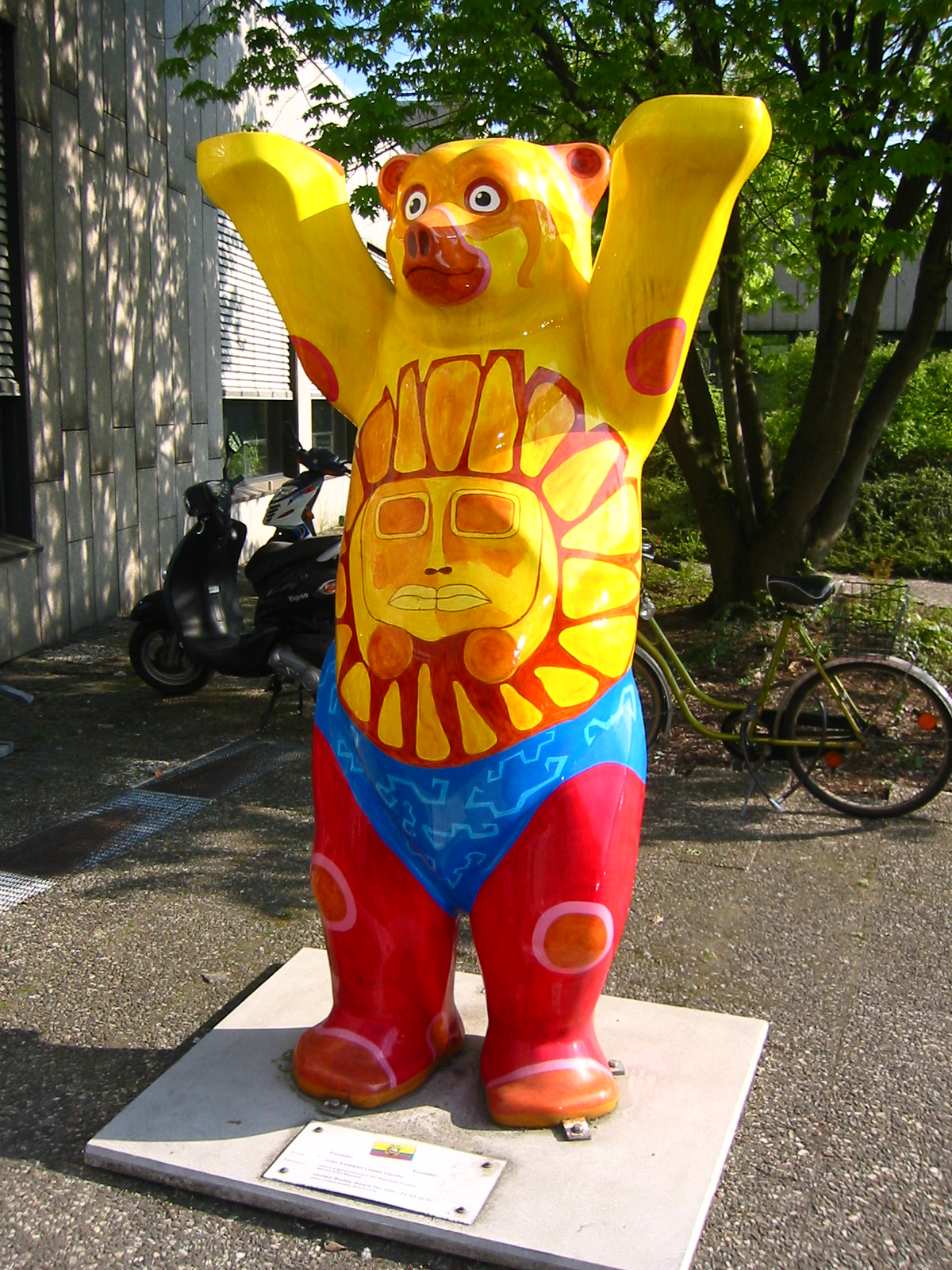
Buddy Bär in Dekor aus Ecuador vor dem IAI

- Nachlässe: Unter den über 300 im IAI befindlichen Nachlässen sind die des Altamerikanisten Eduard Seler sowie der des Archäologen Max Uhle. Im IAI findet man u. a. die Nachlässe des Altamerikanisten Eduard Seler, des Vaters von Frida Kahlo, Guillermo Kahlo, und des Archäologen Max Uhle. Außerdem gibt es hier eine Sammlung von in Mexiko aufgenommenen Photographien des bekannten Photographen Ernst Hugo Brehme.
- Graphiksammlung: Sie umfasst über 1.500 Drucke, u. a. eine Sammlung der in Mexiko tätigen internationalen Künstlergruppe Taller de Gráfica Popular.
- Filmsammlung: Die Filmsammlung umfasst knapp 6.500 Videos und DVDs.
- Plakatsammlung: Die Sammlung umfasst über 5.000 Plakate und Poster.
- Archive von Institutionen: 19 Konvolute[7]

In den Digitalen Sammlungen des IAI befinden sich alle digitalisierten Materialien aus den Beständen der Bibliothek und der Sondersammlungen. Die Digitalen Sammlungen umfassen über 17.500 Medien (Stand März 2021).
Forschung und Publikationen
Als außeruniversitäre Einrichtung der Area Studies führt das IAI sozial-, geistes- und kulturwissenschaftliche Regionalforschung durch. Der Fokus liegt auf Lateinamerika, der Karibik, Spanien und Portugal sowie transregionalen Verflechtungen. Disziplinen sind Archäologie, Sozial- und Kulturanthropologie, Geschichts- und Politikwissenschaft, Literaturwissenschaft, Kulturstudien und Sprachwissenschaft. Die Forschungsaktivitäten sind häufig interdisziplinär angelegt. Das IAI ist in Verbundprojekte mit Universitäten eingebunden und internationale Gastwissenschaftler realisieren Forschungsaufenthalte am Institut.
Das IAI gibt in einem mehrsprachigen Publikationsprogramm monographische und periodische Fachpublikationen heraus. Die Zeitschriften Iberoamericana und Indiana sowie die Buchreihe Estudios Indiana erscheinen zeitgleich mit der Printveröffentlichung im Open Access. Die Reihe Ibero-Analysen behandelt Themen zu Politik, Wirtschaft, Gesellschaft und Kultur der lateinamerikanischen Länder. In der Reihe Ibero-Online.de erscheinen Vorträge, die im IAI gehalten wurden, die als PDF heruntergeladen werden können. Die Ibero-Biografien beinhalten Auswahlbibliographien aus den Beständen des Ibero-Amerikanischen Instituts zu bestimmten Themen, wobei die Signaturen mit angegeben sind. Daneben erscheinen zahlreiche Veröffentlichungen zu den ibero-amerikanischen Raum betreffenden Themen und zur Geschichte des IAI. Ein Großteil der weiteren Buchveröffentlichungen ist über das Repositorium des Instituts zugänglich.
Veranstaltungen
Das IAI führt wissenschaftliche und kulturelle Veranstaltungen mit Fokus auf seinen regionalen Schwerpunkt durch. Das mehrsprachige Veranstaltungsprogramm umfasst Vorträge, Gesprächsrunden, Lesungen, Workshops und Tagungen bis hin zu Filmvorführungen, Konzerten und Ausstellungen.

## Service der Bibliothek
Neben der Nutzung des Lesesaals mit 75 Arbeitsplätzen, WLAN und kostenlosen Scannern, bietet die Bibliothek des Instituts die Ausleihe von Medien auch über die internationale Fernleihe an. Die Nutzung der Sondersammlungen unterliegt gesonderten Bedingungen. Das Institut ist dem Dokumentenlieferdienst SUBITO angeschlossen. Unter Berücksichtigung urheberrechtlicher Bestimmungen wird auch die Digitalisierung on Demand angeboten. Die Bestände der Bibliothek sind im Online-Katalog und im Discovery-System IberoSearch nachgewiesen. Die gebührenpflichtige Benutzung regelt die Benutzerordnung.

## Direktoren
- Otto Boelitz 1930–1934
- Wilhelm Faupel 1934–1936
- Albrecht Reinecke 1936–1938
- Wilhelm Faupel 1938–1945
- Hermann Hagen 1947–1957
- Hans-Joachim Bock 1957–1974
- Wilhelm Stegmann 1974–1986
- Dietrich Briesemeister 1987–1999
- Günther Maihold 1999–2004
- Barbara Göbel seit 2005